# Rebecca Lancefield

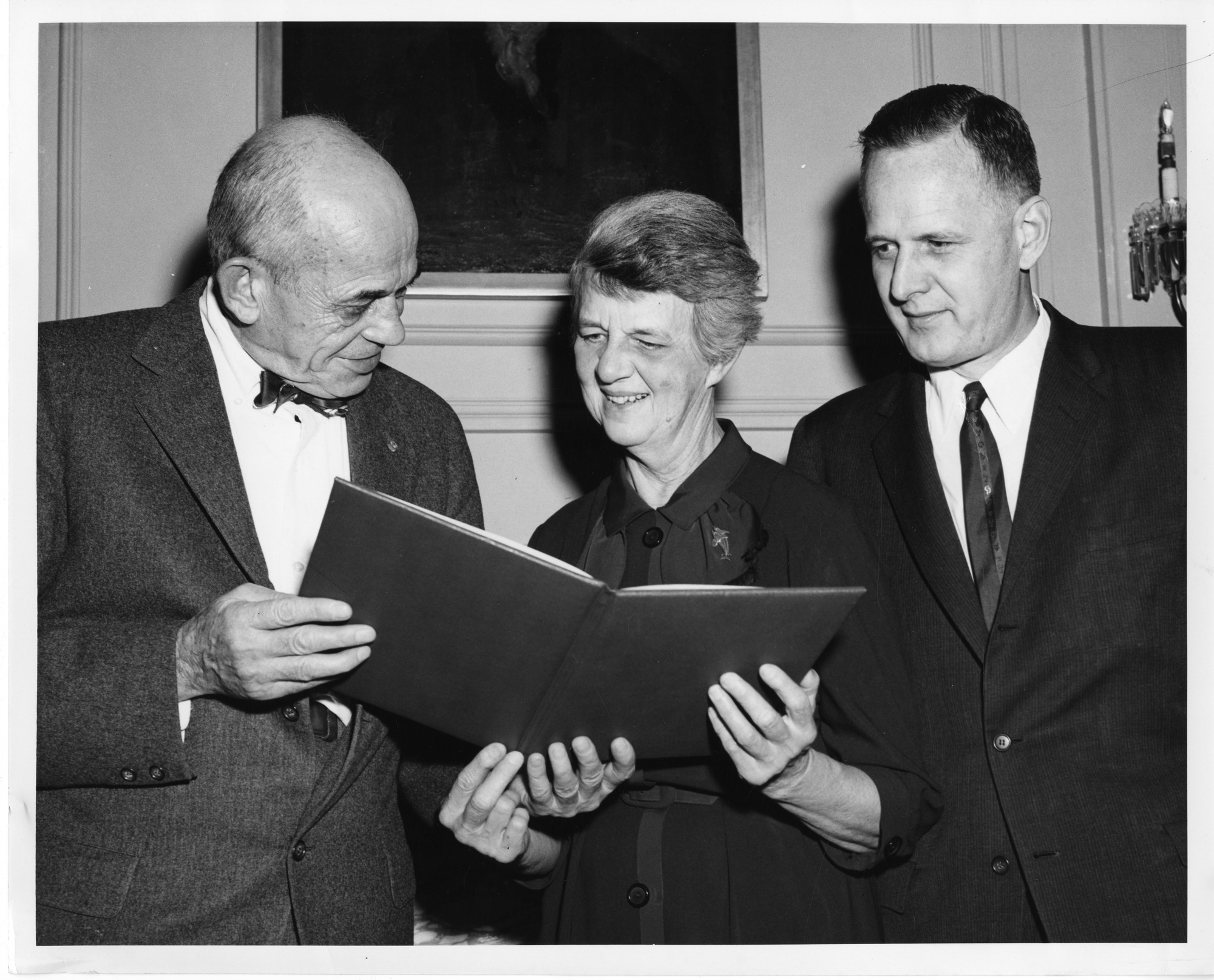
Rebecca Lancefield mit Walter Bauer und Maclyn McCarty (rechts), 1960

Rebecca Craighill Lancefield (* 5. Januar 1895 in Fort Wadsworth, Staten Island, New York; † 3. März 1981 in Douglaston, Queens) war eine US-amerikanische Mikrobiologin und Hochschullehrerin. Sie beschäftigte sich vor allem mit Streptokokken und ihrer Verbindung mit dem Rheumatischen Fieber.
Bekannt ist ihr Name durch die von ihr eingeführte Lancefield-Klassifikation zur Einteilung β-hämolysierender Streptokokken.

## Ausbildung
Lancefield studierte Geisteswissenschaften am Wellesley College in Massachusetts. Nachdem sie 1918 ihren Master in Bakteriologie am Columbia University College of Physicians and Surgeons (P&S) erworben hatte, forschte sie am Rockefeller Institute for Medical Research als technische Assistentin von Oswald T. Avery und Alphonse Dochez, die damals für die US-Armee in der Streptokokkenforschung arbeiteten. Von 1919 bis 1921 studierte sie als technische Assistentin im Labor von Thomas Hunt Morgan an der Columbia University Drosophila-Genetik und lehrte ein Jahr lang Bakteriologie an der University of Oregon, bevor sie 1922 nach New York City zurückkehrte. Sie studierte dort wieder an der Columbia University, wo sie 1925 den Doktorgrad Ph.D. erlangte. Ihr späterer Ehemann Dr. Donald E. Lancefield war wie sie Graduate Student an dieser Universität.

## Karriere und weiteres Leben
1943 wurde sie  Präsidentin der Society of American Bacteriologists und 1961 als erste Frau Präsidentin der American Association of Immunologists. Lancefield hatte von 1958 bis 1965 eine Professur an der Columbia University inne, wo sie 1965 als emeritierte Professorin für Mikrobiologie in den Ruhestand ging.
Zu Thanksgiving 1980 stürzte sie und brach sich die Hüfte, was ihre Mobilität dauerhaft einschränkte. Im folgenden Jahr starb Rebecca Lancefield im Alter von 86 Jahren.

## Auszeichnungen (Auswahl)
- 1960: T. Duckett Jones Memorial Award der Whitney Foundation
- 1964: American Heart Association Achievement Award
- 1970: Aufnahme in die National Academy of Sciences
- 1973: New York Academy of Medicine Medal
- 1973: Ehrendoktorwürde, Columbia University[6]